# 乔元忠
乔元忠（1949年1月—），男，汉族，山东泗水人，中华人民共和国政治人物，曾任西藏自治区人民政府秘书长、办公厅党组书记，西藏自治区政协副主席。